# Traworośla
Traworośla – roślinność górska złożona z wysokich traw, tworząca naturalne zbiorowisko roślinne – (naturalne traworośla wysokogórskie (Calamagrostion)). Traworośla występują w piętrach kosówki i halnym, na wilgotnych, dość długo zaśnieżonych zboczach i żlebach.